# Chantal Jouanno
Chantal Jouanno (ur. 12 lipca 1969 w Vernon) – francuska polityk, od 2010 do 2011 minister sportu, senator.

## Życiorys
W młodości trenowała karate, dwunastokrotnie zdobywała mistrzostwo Francji w tej dyscyplinie. Kształciła się m.in. w prestiżowych uczelniach: Instytucie Nauk Politycznych w Paryżu i w École nationale d'administration. Pod koniec lat 90. zaczęła karierę zawodową w administracji regionu Poitou-Charentes jako dyrektor gabinetu prefekta.
W 2002 nawiązała bliską współpracę z Nicolasem Sarkozym. Była jego doradcą w okresie, gdy m.in. pełnił funkcję ministra spraw wewnętrznych. Gdy ten ostatni w 2007 został prezydentem Francji, Chantal Jouanno objęła stanowisko jego doradcy ds. zrównoważonego rozwoju. W 2008 stanęła na czele ADEME, agencji ochrony środowiska i zarządzania energią.
W styczniu 2009 François Fillon powołał ją na sekretarza stanu ds. ekologii w swoim drugim gabinecie. W listopadzie 2010 objęła urząd ministra sportu w trzecim rządzie tego samego premiera.
We wrześniu 2011 przestała pełnić tę funkcję w związku z wyborem do Senatu, w którym zasiadała do 2017.
W październiku 2012 przystąpiła do nowej centroprawicowej formacji pod nazwą Unia Demokratów i Niezależnych. W 2015 została także wiceprzewodniczącą rady regionalnej Île-de-France, pełniła tę funkcję do 2017. Przeszła następnie do pracy w sektorze prywatnym, dołączając do firmy Spencer Stuart. W 2018 powołana w skład rady dyrektorów państwowej agencji do spraw rozwoju (Agence française de développement).